# Chevrolet Bel Air
Chevrolet Bel Air är en full-size car bilmodell som tillverkades av Chevrolet åren 1949–1980. Från och med årsmodell 1955 fanns den att köpa med V8-motor.
Bilen är uppkallad efter Bel Air, en stadsdel i västra Los Angeles.